# 阿瓦隆 (特拉華州)
阿瓦隆（英語：Avalon）是位於美國特拉華州紐卡斯爾縣的一個非建制地區。

## 地理
阿瓦隆的座標為39°43′50″N 75°37′19″W / 39.73056°N 75.62194°W，而該地最高點為海拔高度26米（即85英尺）。